# Monsieur Taxi
Monsieur Taxi è un film del 1952 diretto da André Hunebelle.